# Люневіль (округ)
Округ Люневіль (фр. Arrondissement de Lunéville) — округ у Франції, в департаменті Мерт і Мозель. 2023 року округ об'єднував 162 муніципалітети, населення становило 75 057 осіб.
Адміністративний центр (супрефектура) — Люневіль.

## Муніципалітети
Список муніципалітетів округу та їхні коди INSEE:
1. Абленвіль (54243)
2. Аврикур (54035)
3. Азерай (54038)
4. Алловіль (54246)
5. Амберменій (54177)
6. Аменонкур (54013)
7. Ангомон (54017)
8. Ансервілле (54014)
9. Антлю (54020)
10. Арбуе (54251)
11. Арракур (54023)
12. Атьянвіль (54026)
13. Бадонвіль (54040)
14. Байон (54054)
15. Баккара (54039)
16. Барба (54044)
17. Барбонвіль (54045)
18. Батлемон (54050)
19. Безанж-ла-Гранд (54071)
20. Бенаменій (54061)
21. Бертрамбуа (54064)
22. Бертришам (54065)
23. Бйонвіль (54075)
24. Бламон (54077)
25. Блемерей (54078)
26. Бленвіль-сюр-л'О (54076)
27. Бозмон (54053)
28. Бонвіль (54083)
29. Борвіль (54085)
30. Бременій (54097)
31. Бремонкур (54098)
32. Брувіль (54101)
33. Бюр (54106)
34. Бюривіль (54107)
35. Б'янвіль-ла-Петіт (54074)
36. Ваквіль (54539)
37. Ваксенвіль (54555)
38. Вале (54541)
39. Валлуа (54543)
40. Валь-е-Шатійон (54540)
41. Ватіменій (54550)
42. Вель-сюр-Мозель (54559)
43. Вене (54560)
44. Веннезе (54561)
45. Вео (54556)
46. Верденаль (54562)
47. Віллакур (54567)
48. Віньєль (54565)
49. Вірекур (54585)
50. Вітримон (54588)
51. Вокур (54551)
52. Глонвіль (54229)
53. Гондрексон (54233)
54. Гоньє (54230)
55. Дамелев'єр (54152)
56. Девіль (54155)
57. Деневр (54154)
58. Домевр-сюр-Везуз (54161)
59. Домжевен (54163)
60. Домтай-ан-л'Ер (54170)
61. Друвіль (54173)
62. Енаменій (54258)
63. Енвіль-о-Жар (54176)
64. Енво (54175)
65. Еньєвіль (54245)
66. Ербевіль (54259)
67. Ерименій (54260)
68. Ессе-ла-Кот (54183)
69. Желакур (54217)
70. Жербевіль (54222)
71. Жиривіль (54228)
72. Жоліве (54281)
73. Жуврекур (54285)
74. Іньє (54271)
75. Клайор (54130)
76. Кревік (54145)
77. Крійон (54147)
78. Круамар (54148)
79. Ксермаменій (54595)
80. Ксусс (54600)
81. Ксюр (54601)
82. Куенкур (54133)
83. Курбессо (54139)
84. Ламат (54292)
85. Ландекур (54293)
86. Ланеввіль-о-Буа (54297)
87. Ларонкс (54303)
88. Лашапель (54287)
89. Лентре (54308)
90. Лоре (54324)
91. Лоромонзе (54325)
92. Люневіль (54329)
93. Манонвіль (54349)
94. Маньєр (54331)
95. Маренвіль (54350)
96. Маттексе (54356)
97. Мекс (54335)
98. Меонкур (54359)
99. Мервілле (54365)
100. Міньєвіль (54368)
101. Мон-сюр-Мерт (54383)
102. Монсель-ле-Люневіль (54373)
103. Монтіньї (54377)
104. Монтре (54381)
105. Моривіль (54386)
106. Муакур (54388)
107. Муаян (54393)
108. Невіль-ле-Бадонвіль (54398)
109. Нефмезон (54396)
110. Ноніньї (54401)
111. Одонвіль (54255)
112. Оевіль (54262)
113. Ожевіль (54406)
114. Оссонвіль (54256)
115. Отреп'єрр (54030)
116. Парруа (54418)
117. Парю (54419)
118. Пексонн (54423)
119. Петімон (54421)
120. Петтонвіль (54422)
121. П'єрр-Персе (54427)
122. Равіль-сюр-Санон (54445)
123. Раон-ле-Ло (54443)
124. Реенвіль (54449)
125. Реерре (54450)
126. Рейон (54452)
127. Реклонвіль (54447)
128. Ременовіль (54455)
129. Ремонкур (54457)
130. Репе (54458)
131. Решикур-ла-Петіт (54446)
132. Розельєр (54467)
133. Ромен (54461)
134. Сен-Буен (54471)
135. Сен-Жермен (54475)
136. Сен-Клеман (54472)
137. Сен-Мар (54479)
138. Сен-Мартен (54480)
139. Сен-Морис-о-Форж (54481)
140. Сен-Ремі-о-Буа (54487)
141. Сен-Совер (54488)
142. Сент-Поль (54484)
143. Серанвіль (54501)
144. Серр (54502)
145. Сіре-сюр-Везуз (54129)
146. Соммервіль (54509)
147. Сьйонвіль (54507)
148. Танконвіль (54512)
149. Тьєбоменій (54520)
150. Тьявіль-сюр-Мерт (54519)
151. Феннвілле (54191)
152. Флен (54199)
153. Фленваль (54195)
154. Фонтенуа-ла-Жут (54201)
155. Франконвіль (54209)
156. Фрембуа (54206)
157. Фременій (54210)
158. Фремонвіль (54211)
159. Фровіль (54216)
160. Шазель-сюр-Альб (54124)
161. Шанте (54116)
162. Шармуа (54121)
163. Шенев'єр (54125)
164. Юдівіль (54269)